# Тролови (ТВ серија из 2005)
Тролови (енгл. Trollz) је америчка анимирана телевизијска серија продуцирана од стране DIC Entertainment Corporation-а и садржи авантуре пет тинејџерки, које себе називају најбољим пријатељицама за живот, које свакодневно користе магију како би им помогла у свакодневном животу, као и у борби против магичних створења и проблема са којима се могу наћи. Ови тролови су рађени на лутки трол створена током 1960их у Данској. Серија се емитовала 2006. године у Србији на каналу Happy. Српску синхронизацију је радио Happy.
Продуцирана је једна сезона са укупно 27 епизода. Била је планирана друга сезона, али је касније отказана.